# نيوبورت (كيبك)
نيوبورت (بالإنجليزية: Newport, Quebec)‏ هي بلدية محلية في كيبيك تقع في كندا في Le Haut-Saint-François Regional County Municipality. يقدر عدد سكانها بـ 720 نسمة ومساحتها 272.50 كم2 .
في 24 يوليو 2002 ، دُمجت بلدة نيوبورت في مدينة كوكشاير إيتون كجزء من إعادة التنظيم البلدي في أوائل العقد الأول من القرن الحادي والعشرين في كيبيك. انفصلت نيوبورت عن الاندماج وأصبحت بلدية مستقلة بعد استفتاء في 1 يناير 2006. ومع ذلك فقد بقيت جزءًا من التكتل الحضري لكوكشاير إيتون.